# Valentin Jacoby
Valentin Jacoby (Brugge, 2 mei 1759 - Sint-Kruis, 23 juli 1811) was een Belgische koopman, revolutionair en gemeentebestuurder. Hij nam deel aan de Brabantse Omwenteling en werd jaren later benoemd tot burgemeester van Sint-Kruis.

## Levensloop
Valentin Joseph Jacques Jacoby was de oudste van de twee kinderen van Jacques Jacoby (1732-1813) en Marie-Isabelle Dubois (1731-1811). Jacques was uit Verviers afkomstig en oefende in Brugge verschillende bedieningen uit in stadsdienst.
Valentin werd koopman. Op het einde van de jaren zeventig bood de Vierde Engelse Zeeoorlog bijzondere handelsmogelijkheden aan ondernemende jongelui. Samen met enkele geassocieerden werd Jacoby eigenaar van achttien zeeschepen die vanuit Frankrijk op Afrika en de Antillen voeren. Het eigendomsrecht was fictief en diende als mistgordijn om Franse eigenaars bescherming te bieden tegen kaping door de Engelsen, dankzij het varen onder de neutrale vlag van de Oostenrijkse Nederlanden. Die schepen werden ingezet voor de driehoeksvaart: vanuit Frankrijk gingen goederen naar Guinea, dan werden zwarte slaven over de oceaan naar de Antillen gevoerd en op de terugreis werden koloniale waren naar Europa gebracht.
De vrijgezel Jacoby verwierf enige reputatie in het Brugse societyleven, meer bepaald in het kruisbooggilde Sint-Joris, waarvan hij in 1803 stadhouder (plaatsvervangend hoofdman) werd.

## De revolutietijd
Hij kwam in de ban van de revolutionaire gedachten en sloot zich in 1789 aan bij de Brabantse Omwenteling. Binnen het legertje van generaal Jan Andries vander Mersch voerde hij met de graad van kapitein een compagnie aan die hij onder zijn eigen naam vermeldde: les chasseurs Jacoby.
Het grootste deel van het jaar 1790 bracht hij door in de streek tussen Namen en Hastière, waar men zich voorbereidde op een Oostenrijkse tegenaanval. Het enthousiasme van de troepen daalde snel en eind juli 1790 moest Jacoby vaststellen dat sedert februari al zevenenzeventig van zijn manschappen gedeserteerd waren. Hij achtervolgde ze met zijn toorn. Toen de revolutie voorbij was keerde hij naar Brugge terug.
Toen de Franse troepen in november 1792 Brugge veroverden, was Jacoby een van hun trouwe medestanders. Toen het jacobijnse 'Genootschap der Vrienden van Eendragt, Vryheyd en Gelykheyd' werd opgericht, werd hij een van de voorzitters. De bezetter stelde hem aan als commissaris (schepen) van het Brugse Vrije. Dit duurde tot aan de terugkeer van de Oostenrijkers in maart 1793.
Na de terugkeer van de Fransen in juni 1794, bestond de eerste activiteit van Jacoby erin de Société Littéraire, ontmoetingsplek van de politiek geïnteresseerden, weer tot leven te wekken. Hij werd er voorzitter van.
In 1795 werd hij lid van het nieuw aangestelde gemeentebestuur en hij kreeg de opdracht de inventaris op te maken van de goederen van de afwezige of gevluchte burgers. Op 7 maart 1796 werd hij voorzitter van de Brugse gemeenteraad. Op 5 mei 1797 werd deze raad met Jacoby vervangen door een nieuwe, meer gematigde raad. Begin 1799 kwam hij weer op het toneel, ditmaal als lid van de Commissie van de Burgerlijke Godshuizen.

## Burgemeester van Sint-Kruis
Op 10 juli 1800 kreeg Sint-Kruis, zoals alle gemeenten, opnieuw een eigen gemeentebestuur. De landbouwer François Timmerman werd 'meier' of burgemeester. Toen hij in mei 1806 omwille van zijn leeftijd ontslag nam, werd Valentin Jacoby benoemd. Hij bleef aan tot 1811, het jaar van zijn dood.
Het burgemeesterschap in een kleine gemeente was een erefunctie, die bezoldigd noch vergoed werd. De burgemeester was niet veel meer dan de onderdanige dienaar van de prefect, die alle macht centraliseerde. Het ambt was nochtans geen volledige sinecure. De prefectuur was een veeleisend orgaan, dat over alles en nog wat lijsten en statistieken opvroeg en met wie veelvuldig moest gecorrespondeerd worden over alle aspecten van het gemeentelijk bestuur.
Jacoby moest zich inlaten met de dienstplichtigen (en de deserteurs), de benoeming van veldwachters en boswachters, met ziekten en epidemieën, gezondheidszorg (geestesgestoorden, pokken, vroedvrouwen), wegen, openbare gebouwen, feestelijkheden (onder meer het Saint-Napoléon), overtredingen, enzovoort. Ook het heffen en innen van belastingen en taksen, het opmaken van begrotingen en rekeningen en van het nieuw kadaster, was zelfs in zo een kleine gemeente een hele klus. Hij was ook nauw betrokken bij drie ondergeschikte besturen: de kerkfabriek, het Maleveld en het Bureel van Weldadigheid.

## Jacoby en Petronilla de Stappens
Vanaf 1793-1795 woonde de vrijgezel Valentin Jacoby in bij de vermogende Petronilla van Outryve (1748-1814), douairière van Philippe de Stappens de Harnes (1742-1784). Zij ook had tijdens de revolutietijd de zijde van de Fransgezinde jacobijnen gekozen en vergrootte nog haar fortuin door het opkopen van geconfisqueerde eigendommen, waaronder het bisschoppelijk kasteel Rooigem in Sint-Kruis, dat haar zomerverblijf werd. Het is onduidelijk of het inwonen van Jacoby ook betekende dat de twee een liefdesrelatie hadden. De tijdgenoten dachten alvast van wel, zoals in een paar pamfletten tot uiting kwam.
In het kasteel Rooigem overleed meier Jacoby onverwacht. Hij was pas tweeënvijftig. De aangifte werd gedaan door Louis-Philippe de Stappens, zoon van Petronilla en door François Van Praet, schoonbroer van Jacoby. Enkele weken later werd landbouwer Judocus Van Cleemput tot burgemeester benoemd.